# Мирон от Приен
Мирон (на старогръцки: Μύρὀν) е гръцки историк, роден в Приен, чието съществуване не може да се датира с прецизност. Смята се, че е живял през елинистическия период към 3 век пр. Хр. (3 век пр.н.е.).

## Историческа бележка
Неговата работа, в две книги, която описва господството на Спарта над Месения, ни е позната от Павзаний, който го използва за да разкаже историята на войните на Месения. Намираме най-вече факти за първата война, за които Мирон разказва от падането на Амфейа – град близо до границата на Спарта – до смъртта на Аристодем. В светлината на стихотворенията на Тиртей и Рианос, Павзаний, както повечето от по-късните историци, намира своята история белязана от някои неточности и анахронизми. Атеней е запазил два фрагмента от неговите писания относно Илот.